# شهرداری سالدوس
شهرداری سالدوس (به لاتین: Saldus Municipality) یک شهرداری در لتونی است. شهرداری سالدوس ۲۸٬۹۱۵ نفر جمعیت دارد.